# Урняк (Туймазинский район)
Урняк (баш. Үрнәк) — деревня в Туймазинском районе Республики Башкортостан Российской Федерации. Входит в состав Сайрановского сельсовета.

## География

### Географическое положение
Расстояние до:
- районного центра (Туймазы): 46 км,
- центра сельсовета (Сайраново): 4 км,
- ближайшей ж/д станции (Кандры): 16 км.

## Население
| 2002 | 2009 | 2010 |
| ---- | ---- | ---- |
| 9    | ↗10  | ↘7   |

Национальный состав
Согласно переписи 2002 года, преобладающие национальности — башкиры (56 %), татары (44 %).